# フランシス・ガリ

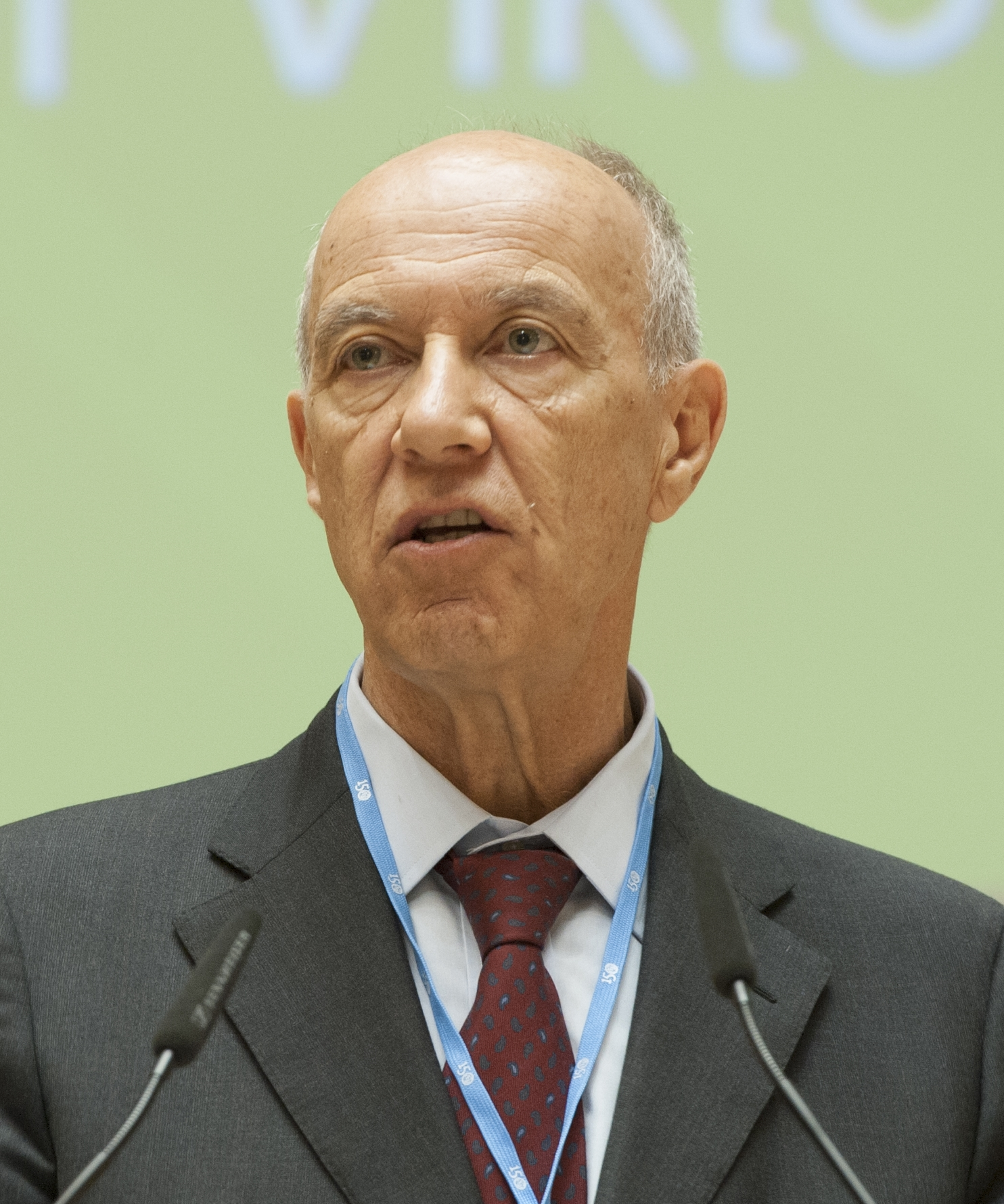
フランシス・ガリ

フランシス・ガリ（フランシス・ガリー、Francis Gurry、1951年5月17日 - ）は、オーストラリア出身の国際公務員である。2008年10月1日から2020年9月までに世界知的所有権機関（WIPO）の第4代事務局長を務めた。

## 略歴
オーストラリアのメルボルン及びシドニーで弁理士として働くかたわら、メルボルン大学で法学の講師を務めていたが、1985年にWIPO事務局に入り、1999年に事務局長補、2003年に事務局次長に就任した。この間、WIPOにおいては、ドメイン・ネーム等に関する裁判外紛争解決手続を行うWIPO仲裁・調停センター（WIPO Arbitration and Mediation Center）の設立に関わったほか、特許協力条約（PCT）等を担当してきた。
メルボルン大学より1974年に法学学士号、1976年に法学修士号を、また、ケンブリッジ大学より1980年に博士号（Ph.D.）を受けている。
さらに、2014年には東京理科大学より名誉博士号を授与された。
2021年4月の春の叙勲で旭日大綬章を受章。